# Сухоборское
Сухоборское — село в Щучанском районе Курганской области. До преобразования в январе 2022 года муниципального района административный центр Сухоборского сельсовета.

## География
Расположено на берегу реки Чумляк в 11 километрах к югу от районного центра, города Щучье. Около села находится озеро Лог[уточнить].

### Часовой пояс
Сухоборское, как и вся Курганская область, находится в часовой зоне МСК+2. Смещение применяемого времени относительно UTC составляет +5:00.

## История
Первые упоминания в документах в 1792 году.
До 1917 года центр Сухоборской волости Челябинского уезда Оренбургской губернии. По данным на 1926 год состояло из 438 хозяйств. В административном отношении являлось центром Сухоборского сельсовета Щучанского района Челябинского округа Уральской области.

## Население
На 2010 год население села составляло 665 человек. Национальный состав  в основном  русские и башкиры.
| 1989 | 2002 | 2010 |
| ---- | ---- | ---- |
| 785  | ↘746 | ↘665 |

По данным переписи 1926 года в селе проживало 2036 человек (974 мужчины и 1062 женщины), в том числе: русские составляли 100 % населения.